# Trofim Lomakin
Trofim Lomakin (n. 2 august 1924, Ținutul Altai, RSFS Rusă, URSS – d. 13 iunie 1973, Moscova, RSFS Rusă, URSS) a fost un halterofil ce a reprezentat Uniunea Republicilor Sovietice Socialiste, medaliat olimpic. A participat la 2 ediții ale Jocurilor Olimpice (1952, 1960) în care a câștigat o medalie de aur și o medalie de argint.